# V tem mesecu se osipa mak
V tem mesecu se osipa mak je roman Iva Zormana iz leta 1969. Obsega 90.000 besed in je sestavljen iz 44 poglavij. Je prvoosebna pripoved zblaznelega nekdanjega partizana o spominih na njegove boje in njegovo ljubezen.

## Zgodba
Peter (partizansko Jan) se zdravi v psihiatrični bolnišnici in nam pripoveduje svojo zgodbo. Spomini ga vežejo na Potok, točneje Ribčev laz, kjer je bíl svojo zadnjo bitko ter spoznal in izgubil ljubezen Branko. V bitki je padla celotna partizanska skupina, samo on je ostal. To Petru zbuja krivdo, saj ima občutek, da jih je izdal. Po koncu vojne ga izpustijo iz taborišča in Peter se preseli h gospe Bergantovi, ki je v vojni izgubila moža in sina. Gospa Bregantova skrbi zanj in še za štiri komunarde, kot si pravijo. V mestu spozna Hedviko, s katero se mora poročiti, saj je noseča z njim. Ker je veliko bogatejša od njega, se Peter preseli k njeni družini in ponovno zapusti svoje prijatelje, kar ga utesnjuje. Najde si donosno službo, vendar se ne more prilagoditi in odklanja vse ugodnosti novega življenja. Ljubezen do žene kmalu ugasne, njun otrok mu je tuj in ko Hedvika drugič zanosi, Peter zahteva splav. Z ljudmi okoli sebe se ne razume več in tako se vedno bolj zateka k svojim vojnim spominom, ki ga nazadnje pahnejo v blaznost. Pošljejo ga v psihiatrično bolnišnico. 
Ko končno pride iz bolnišnice, se ne vrne k ženi, ampak odide v Potok obujat spomine. Tam doživi razočaranje, saj stvari niso več takšne, kot so bile. V tem času spozna učiteljico Terezo, s katero se zaplete v razmerje. Potok ga začne utesnjevati, saj ne more živeti od spominov. Ob vseh dognanjih se njegovo psihično stanje ponovno poslabša. Ko ugotovi, da ima Tereza še enega ljubimca, zblazni in ga želi zadaviti. Rešijo ga kriki učiteljice, ki na pomoč prikličejo ljudi. Po tem dogodku Petra ponovno zaprejo v bolnišnico. 
Roman se konča v psihiatrični bolnišnici, kjer Peter svojim pokojnim prijateljem piše pisma in zre skozi okno na polje. Ob pogledu nanj ugotovi, da je to mesec, v katerem se osipa mak.

## Kritike
»Ta izid, ki se morda zdi — z vidika vsakdanjega premišljevanja o partizanskih mitih in travmah — nasilen in neverjeten, pa izjemno zanimivo deluje v kontekstu tako imenovanega partizanskega romana, ki se navadno ukvarja z neizpolnjenimi obljubami do nekdanje in minule integritete, ki je kar naprej merilo in optika skoz katero ni nikdar mogoče presoditi sedanjosti takšne kot je. V primerjavi s tem manirističnim pisanjem je Zormanovo delo gotovo izredna in pomembna knjiga.« (Rupel 1973: 90)
»Zorman pripoveduje o nekdanjem junaku in zanesnjaku, o človeku brez prevelikih predsodkov pa vendar o nežnem in strastnem moškem, ki v partizanih hkrati s prvo politično doživi tudi prvo erotično izkušnjo (Branka).« (Rupel 1973: 90)
»V strukturi je to moderen tekst, nekakšen zapis "toka zavesti", kot ga zasledimo pri Frischu.« (Rupel 1973: 91) 
»Roman V tem mesecu se osipa mak je nedvomno eno najboljših Zormanovih del. Intimni pisateljev svet je sicer izražen v nekoliko skokovitem procesu, velika je tudi razdalja med velikim zanosom in tragičnim propadom, kot da bi bila takšna dramatičnost
zares nujna usoda našega življenja, toda nekaj je vendarle v teh Zormanovih tezah, nekaj, ob čemer zlasti sedanja srednja generacija utegne videti del svojih prizadevanj, padcev ter notranjih dilem.« (Šifrer 1970: 559)